# Verea Viteazul
Verea Viteazul este un personaj al folclorului românesc, un erou puternic și curajos, fratele mai mare a Ileana Cosânzeana. O protejează de Zmeu, care vrea să o răpească și să o ia de soție.
Este unul dintre personajele principale care apare în basmul românesc „Chiperi Viteazul lumii, Verea Viteazul și Mucea-far-de-moarte” de Alexandru Vasiliu , basmul popular „Verea-Viteazul” (publicat în colecția științifică Genuri și folcloristice specii; Chișinău, „Știința”, 1972) și povestea de compilație în tratamentul lui Grigore Botezatu „Făt-Frumos și Verea Viteazul” .
Toate aceste povești, cu unele variații, descriu un singur fir de narațiune: după ce a vânat trei porumbei la o vânătoare, Verea Viteazul cu un cal și câțiva câini se află într-o pădure sub un copac imens. Când face foc pentru a prăji porumbeii, aude din copac vocea unei babe care se plânge că îi este frig. Verea Viteazul o invită să coboare la foc pentru a se încălzi. Baba îi dă trei fire de păr și îi spune să le arunce pe un cal și câini. După ce el aruncă firele de păr, ea coboară desculță la foc cu broaște pe un scuip și se străduiește să-i atingă porumbeii. Verea Viteazul cere să nu-i strice mâncarea, bătrâna răspunde că cei care prăjesc porumbeii ar trebui să mănânce broaște, iar cei care prăjesc broaște ar trebui să mănânce porumbei. Verea Viteazul o împinge departe de foc. Apoi firele de păr se transformă în lanțuri și îi leagă calul și câinii, iar baba crește peste el ca un monstru și, amenințându-l să-l sugrume, îi spune să nu se miște. Ca pedeapsă, baba îi spintecă pântecele, scoate intestinele, inima și rinichii și, în schimb, îi umple pântecele cu bălegar de cal sau putregai de lemn. Baba duce intestinele lui Verea Viteazul la casa ei din vârful unui copac, îi vindecă pântecele cu apă întrupătoare și, înainte de a-l elibera, spune că, dacă el va spune cuiva despre cele întâmplate, va muri imediat. Verea Viteazul se întoarce la palatul său.
În lucrarea sa „Die rumänische Mädchen-Spinnstube und ihre Parallelen im Zaubermärchen”, exploratorul german Hans Fink trage o analogie între baba din pom și personajul popular german Perchta sau Frau Bercht. Savanta româno-spaniolă Angela Castineira Ionescu, la rândul său, în lucrarea sa „Contribuție la cunoașterea structurii tradiționale romantice: eroul în povestea populară română”, subliniază fetișismul ei pervertit.